# Distremocephalus opaculus
Distremocephalus opaculus är en skalbaggsart som först beskrevs av Horn 1895.  Distremocephalus opaculus ingår i släktet Distremocephalus och familjen Phengodidae. Inga underarter finns listade i Catalogue of Life.